# Баруэн, Мишель
Мишель Баруэн (фр. Michel Baroin) (29 ноября 1930 года, Париж — 5 февраля 1987 года, Камерун) — французский государственный деятель, бизнесмен, масон — бывший великий мастер Великого востока Франции.
Он является отцом французского политика Франсуа Баруэна.

## Биография

### Образование и государственная служба
Доктор юридических наук, выпускник Института политических наук, он начал свою карьеру в качестве комиссара полиции в Алжире, впоследствии, занимал такую же должность в Лилле.
В 1956—1964 годах — главный комиссар национальной безопасности, в 1964—1969 годах супрефект Ножан-сюр-Сен в департаменте Об, в 1969—1971 годах — генеральный секретарь префектуры Об, впоследствии начальник кабинета президентов Национального Собрания Франции Акилле Перетти (1971—1973 гг) и Эдгара Фора (1973 г.). В 1973 году становится генеральным советником департамента Об, а с 1983 по 1987 год был мэром Ножан-на-Сен.

### Предпринимательская деятельность
В 1974 году он был назначен на пост президента страховой компании Garantie mutuelle des fonctionnaires (GMF). В 1985 году становится президентом торговой компании Fnac (после её покупки GMF). Являлся президентом Garages Mutualistes Français, Fondation Homme Citoyen и Sécurité Réparation Automobile и членом совета директоров Europ Assistance и Мaison de Valérie.
Мишель Бароэн был личным другом Жака Ширака.

### Масонская деятельность
В 1977—1979 годах — Великий мастер Великого востока Франции.

### Общественная деятельность
Занимал пост заместителя генерального секретаря Международной федерации руководителей полиции, разрабатывал международный кодекс полицейской этики и вёл переговоры в Женеве о включении этого вопроса в повестку дня Организации Объединенных Наций.
Он был назначен президентом комитета празднования двухсотлетия революции в 1986 году.

### Обстоятельства смерти
Погиб в авиакатастрофе 5 февраля 1987 года. Его самолёт Learjet 55 разбился недалеко от городка Жакири в Камеруне, когда Баруэн возвращался из Браззавиля после встречи с президентом Народной Республики Конго Дени Сассу-Нгессо.
Мишель Бароэн похоронен на кладбище Вожирар, в Париже по католической религиозной церемонии, в соответствии с его волей.

## Награды
- Кавалер ордена Почетного легиона[1]
- Кавалер ордена «За заслуги»[1]
- Кавалер ордена Академических пальм[1]